# Église de la Purification d'Almendralejo
L'église de la Purification d'Almendralejo est située dans la ville d'Almendralejo dans le sud-ouest de l'Espagne.
Construit au XVIe siècle sur les bases d'un ermitage du XVe siècle, elle est l'un des symboles emblématiques de la ville. L'intérieur se distingue, avec une seule nef et une voûte d'ogive et est décoré de fresques murales exceptionnelles exécutées de 1948 à 1951 par les peintres italiens Giovanni Gritti, Ottavio Bernardi et Emilio Nembrini. 
Il existe également d'intéressants vestiges de peintures gothiques découverts après des travaux de nettoyage et de restauration et qui présentent un degré élevé de détérioration en raison de l'humidité de la zone. Il s'agit de figures de saints et d'anges avec un traitement notable des volumes des tuniques. 
À l'extérieur, on peut voir comment se distinguent les contreforts qui composent l'abside, décorés de corniches et de pinacles. 
La tour, qui se dresse au pied du temple, est composée de quatre corps, ayant deux parties bien différenciées ; le premier composé de deux corps en pierre de taille et le second de deux corps supérieurs en brique plâtrée. Elle est gothique dans les deux premières et appartient probablement au XVe siècle, puisque d'après des documents de 1497, on sait qu'à cette date l'église avait une tour avec deux cloches.
Sur l'un des murs extérieurs se trouve la sculpture du Christ de la Paix, œuvre d'un artiste d'Estrémadure Juan de Ávalos. 
L'orgue a été réalisé au milieu du XXe siècle .

## Historique
La construction a commencé au Moyen Âge (XVe siècle) et s'est achevée en 1539.

## Dimensions
Les dimensions de l'édifice sont les suivantes :
- Hauteur de la nef : 25 m
- Longueur totale : >51 m